# Idiocera recurvinervis
Idiocera recurvinervis là một loài ruồi trong họ Limoniidae. Chúng phân bố ở miền Cổ bắc.